# 拉费里耶尔博沙尔
拉费里耶尔博沙尔（法語：La Ferrière-Bochard，法語發音：[la fɛʁjɛʁ bɔʃaʁ]）是法国奥恩省的一个市镇，属于阿朗松区。

## 地理
拉费里耶尔博沙尔（48°24'50"N, 0°1'54"W）面积10.82 平方千米，位于法国诺曼底大区奧恩省，该省份为法国西北部内陆省份，北起顺时针与卡爾瓦多斯省、厄尔省、厄尔-卢瓦省、萨尔特省、马耶讷省和芒什省接壤。
与拉费里耶尔博沙尔接壤的市镇（或旧市镇、城区）包括：萨尔通河畔圣但尼、拉维尼、圣皮埃尔德尼、米约塞、帕塞、圣塞纳里勒热雷。

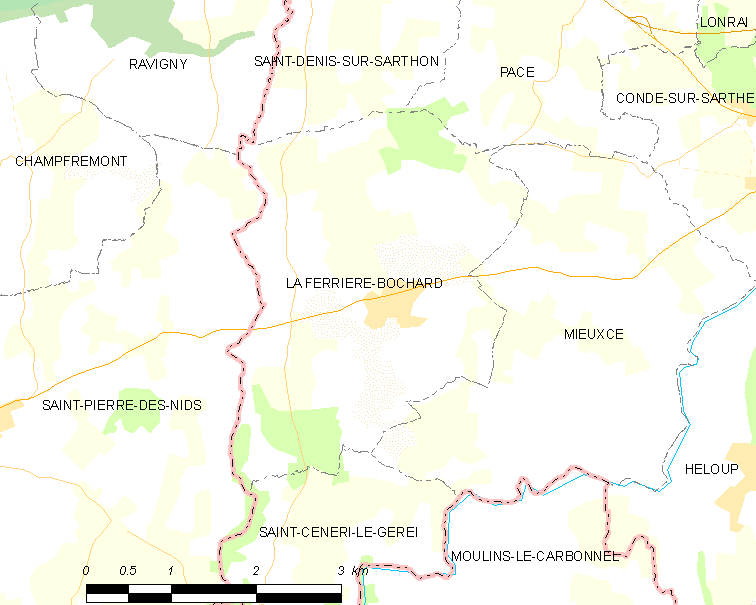
拉费里耶尔博沙尔的OSM定位图

拉费里耶尔博沙尔的时区为UTC+01:00、UTC+02:00（夏令时）。

## 行政
拉费里耶尔博沙尔的邮政编码为61420，INSEE市镇编码为61165。

## 政治
拉费里耶尔博沙尔所属的省级选区为达米尼县。

## 人口

1962-2008年间拉费里耶尔博沙尔人口变化图示

拉费里耶尔博沙尔于2022年1月1日时的人口数量为706人。